# Serrat dels Morts (Castellar de la Ribera)
El Serrat dels Morts és una serra situada al municipi de Castellar de la Ribera (Solsonès)amb una elevació màxima de 897,2 metres.